# Liste der Top-30-Schellackplatten des Duke Ellington Orchestra
In der Liste der Top-30-Schellackplatten des Duke Ellington Orchestra sind alle Stücke des Orchesters aufgenommen, die zwischen 1927 (East St. Louis Toodle-Oo) und 1953 (Boo-Dah) die Hitparaden (Top 30) der Vereinigten Staaten erreichten, darunter drei Nummer-eins-Hits zwischen 1930 und 1938. Der Musikhistoriker Joel Whitburn wertete hierzu für sein Buch Pop Memories 1890-1954 verschiedene Hitparaden parallel aus, darunter auch Verkäufe von Noten, Radioeinsätze, offizielle Verkaufslisten der Musiklabels sowie Charts aus dem Branchenblatt Variety. Die Daten beziehen sich also nicht nur auf das Magazin Billboard, das erst seit Ende 1935 / Anfang 1936 eine wöchentliche Hitparade veröffentlicht hatte.

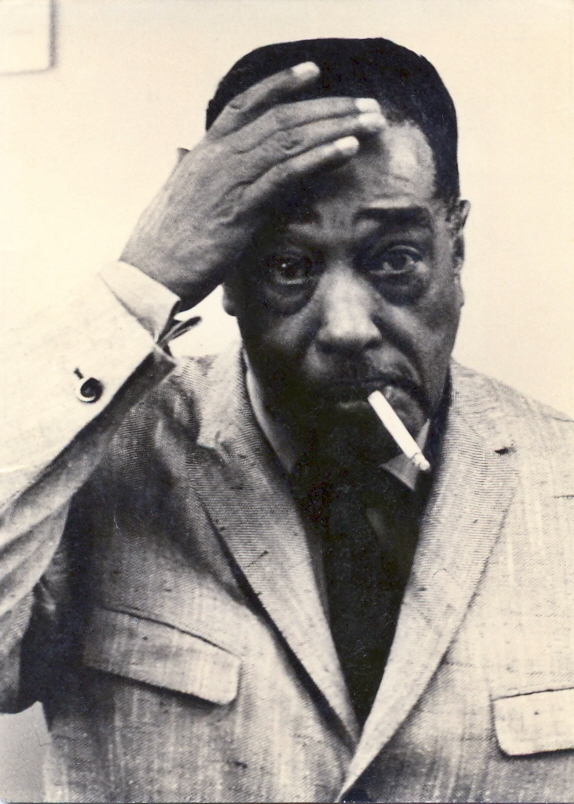
Duke Ellington während einer Konzertpause 1965

Auf Schellackplatten vertrieben wurden neben reinen Jazz-Titeln auch „als ‚kommerziell‘ eingestufte Erfolgsaufnahmen, eben die vom großen Publikum akzeptierten Titel. Denn diese waren im und neben dem Radio das wohl wichtigste Medium; sie machten die Musiker bekannt, gaben ihnen die Chance für weitere Aufnahmen und verhalfen ihnen zu Einnahmen.“ Im Falle des Orchesters von Duke Ellington waren es die daraus resultierenden Tantiemen, die in den späteren Zeiten des „Big-Band-Sterbens“ den Fortbestand des Orchesters sicherstellten. Die chronologische Liste verdeutlicht auch „den allmählichen Geschmackswandel zu mehr Jazz und dann auch wieder die Abkehr von jazzbetonter Musik im Laufe der Jahre“ und „die große Bedeutung der Jazzmusiker für die gesamte populäre Musik vor allem die der 1930er und 1940er Jahre (…) Etliche der Songs aus Filmen und Musicals hatten nur durch sie Erfolg in den Charts und wurden durch die Jazz- und Swing-Versionen zu Evergreens“.
| Titel, Komponist(en)                                                            | Musiklabel, Katalog-Nr. | Datum der Aufnahme | Datum des Charteintritts | Höchste Platzierung | Wochen | Anmerkungen |
| ------------------------------------------------------------------------------- | ----------------------- | ------------------ | ------------------------ | ------------------- | ------ | --- |
| East St. Louis Toodle-Oo (Ellington)                                            | Columbia 953            | 14. März 1927      | 30. Juli 1927            | 10                  | 4      | Duke Ellingtons erster Hit war berühmt durch die Growling-Effekte von Bubber Miley und „Tricky Sam“ Nanton. B-Seite war „Hop Head“. |
| Black and Tan Fantasy (Ellington)                                               | Victor Records 21137    | 26. Okt. 1927      | 3. Mai 1928              | 15                  | 3      | Nach einer ersten Aufnahme am 7. April 1928 für Brunswick kam erst die zweite Version für Victor in die Charts. B-Seite war „Hop Head“. |
| Creole Love Call (Ellington)                                                    | Victor 21137            | 26. Okt. 1927      | 5. Mai 1928              | 19                  | 1      | Das Stück war auf der 78er gekoppelt mit „The Blues I Love to Sing“. In beiden Stücken sang Adelaide Hall. Der Creole Love Call wurde dann zu einem langlebigen Ellington-Klassiker. Teile der Komposition bauen auf King Olivers „Camp Meeting Blues“ auf. |
| Doin’ the New Low Down (Fields – McHugh)                                        | Okeh 8602               | 10. Juli 1928      | 24. Nov. 1928            | 20                  | 1      | Der Tänzer Bill Robinson stellte den Song des Songschreiber-Teams Dorothy Fields und Jimmy McHugh in der Revue Blackbirds of 1928 vor; Sänger ist hier Irving Mills. |
| Diga Diga Doo (Fields – McHugh)                                                 | Okeh 8602               | 10. Juli 1928      | 1. Dez. 1928             | 17                  | 1      | Ein weiterer Song aus der Revue Blackbirds of 1928. Der Song erschien bei Okeh unter dem Pseudonym „The Harlem Footwarmers“. |
| The Mooche (Ellington)                                                          | Okeh 8623               | 1. Okt. 1928       | 29. Dez. 1928            | 16                  | 2      | Das Stück war nach einem langsamen Tanz der Zeit benannt; 1930 nahm ihn Ellington erneut auf. „Eine weitere Dschungel-Nummer, die ein langes Leben haben sollte. (…) The Mooche zeigt wieder die Merkmale von Ellingtons Methode: Die Tonartverschiebung, den Wechsel zwischen Dur und Moll, den scharfen Kontrast in den Farben, wenn sich die Musik durch die Band bewegt.“ B-Seite war „Hot and Bothered“. |
| Three Little Words (Kalmar – Ruby)                                              | Victor 22528            | 28. Aug. 1930      | 18. Okt. 1930            | 1                   | 13     | Ellingtons erster Nummer-1-Hit; er blieb drei Wochen in dieser Position. Der Gesang stammt von Bing Crosby und seinen Rhythm Boys. Das Stück wurde auch durch den Film Check and Double Check bekannt, in dem das Orchester mitwirkte. |
| Ring Dem Bells (Mills – Ellington)                                              | Victor 22528            | 26. Aug. 1930      | 29. Nov. 1930            | 17                  | 1      | Ein weiterer Song aus dem Film Check and Double Check. Cootie Williams ist als Scatsänger zu hören. „Das Stück verdient unser Interesse durch die geschickte Verwendung von Ruf und Antwort, die die einfache Melodie rhythmisch viel komplexer erscheinen lässt, als wenn sie nur allein dastehen würde.“ |
| Blue Again (Fields – McHugh)                                                    | Victor 22603            | 28. Nov. 1930      | 7. Feb. 1931             | 12                  | 2      | Ein durch die Ipanema Troubadours bekannter Schlager, mit Sid Gary als Sänger. Auf der B-Seite befand sich „To Whom It May Concern“, eine Aufnahme von Bert Lowns Biltmore Hotel Orchestra. |
| Mood Indigo (Ellington)                                                         | Victor 22587            | 10. Dez. 1930      | 14. Feb. 1931            | 3                   | 10     | Das Stück wurde ein Jahr zuvor von Ellington als „Dreamy Blues“ eingespielt. Die Solisten sind hier Arthur Whetsol (tp) und Barney Bigard (cl). „Ellingtons erster richtiger Hit.“ B-Seite war „When a Black Man’s Blue“. |
| Rockin’ in Rhythm (Mills – Ellington)                                           | Brunswick 6038          | 14. Jan. 1931      | 14. März 1931            | 19                  | 1      | Die zweite Aufnahme des Instrumentalstücks, das auf einem Thema von Harry Carney beruht. Es wurde zu einer der bekanntesten Ellington-Kompositionen, bei der wiederum die Herkunft der Teile schwer zu bestimmen ist. B-Seite war „Twelfth Street Rag“. |
| Creole Rhapsody I/II (Ellington)                                                | Brunswick 6093          | 16. Jan. 1931      | 18. Juli 1931            | 18                  | 2      | Das erste „ernste“ und längere von Ellington komponierte Stück in den Charts und „entscheidend für seine Karriere, denn es wurde von jenen, die im Jazz eine potentielle Kunstform sahen, als Beweis dafür genommen, dass Ellington ein wirklicher Komponist war.“ |
| Limehouse Blues (Furber – Braham)                                               | Victor 22743            | 16. Juni 1931      | 22. Aug. 1931            | 13                  | 3      | Eine angeblich von den Califormia Rambers und Red Nichols eingeführte Melodie aus einem englischen Musical, die durch die Ellington-Version zum Jazzstandard wurde. „Limehouse“ ist ein Stadtteil von Stepney im Londoner Hafengebiet an der nördlichen Themse. |
| It Don’t Mean a Thing (If It Ain’t Got That Swing) (Ellington)                  | Brunswick 6265          | 2. Feb. 1932       | 27. Feb. 1932            | 6                   | 6      | Ellingtons 14. Stück in den Charts wurde zum Leitbild für die aufkommende Swingära. Die Sängerin ist Ivie Anderson, Solisten sind Tricky Sam Nanton, Johnny Hodges, Harry Carney und der Bandleader. |
| Creole Rhapsody I/II (Ellington)                                                | Victor 36049            | 11. Juli 1931      | 19. März 1931            | 6                   | 6      | Die zweite Einspielung des längeren Stücks; die Solisten sind Arthur Whetsol, Cootie Williams, Tricky Sam Nanton, Johnny Hodges, Barney Bigard und Ellington. Die Überlänge entstand „durch eine das 32taktige Song-Schema erweiternde, echte mehrteilige Komposition mit Programm-Charakter.“ |
| Rose Room (In Sunny Roseland) (Williams/Hickman)                                | Brunswick 6265          | 11. Feb. 1932      | 26. März 1932            | 17                  | 1      | Das Stück war dem Tanzsaal des St. Frances Hotel in San Francisco gewidmet. Der Bandleader Art Hickman hatte es schon 1917 komponiert. Fletcher Henderson, Artie Shaw und Benny Goodman nahmen es bald in ihre Repertoires auf. Die Harmonien waren Grundlage für Ellingtons Komposition „In a Mellotone“. |
| Moon Over Dixie (Mills – Koehler – Ellington)                                   | Brunswick 6317          | 2. Feb. 1932       | 18. Juni 1932            | 14                  | 3      | Ein Tagesschlager mit Schlagzeuger Sonny Greer als Sänger. Den Text schrieb Ted Koehler. B-Seite war „Baby When You Ain’t There.“ |
| Blue Ramble (Ellington)                                                         | Brunswick 6336          | 18. Mai 1932       | 9. Juli 1932             | 16                  | 3      | Die Ellington-Komposition war mit dem Standard „Sheik of Araby“ gekoppelt; Solisten dieses Instrumental-Stücks im „Jungle Style“ waren Lawrence Brown, Arthur Whetsol und Cootie Williams. |
| Drop Me Off in Harlem (Ellington)                                               | Brunswick 6527          | 17. Feb. 1933      | 6. Mai 1933              | 17                  | 3      | Das melodische Stück wurde von Ellington nur dieses eine Mal eingespielt. Lediglich 1957 machte Ella Fitzgerald eine Aufnahme mit dem Ellington-Orchester. B-Seite war „Slippery Horn.“ |
| Sophisticated Lady (Parish – Mills – Ellington)                                 | Brunswick 6600          | 16. Mai 1933       | 27. Mai 1933             | 3                   | 16     | Auf der Rückseite befand sich der nachfolgende Hit „Stormy Weather“. Ellington hatte das Stück zuvor schon bei der „Drop Me Off in Harlem“-Session für Columbia eingespielt; erfolgreich in den Charts war jedoch die Brunswick-Version. B-Seite war „Stormy Weather.“ |
| I’m Satisfied (Ellington)                                                       | Brunswick 6638          | 15. Aug. 1933      | 2. Sep. 1933             | 11                  | 3      | Nach seiner Rückkehr von der Europa-Tournee aufgenommen. Sängerin ist Ivie Anderson. B-Seite war „Jive Stomp.“ |
| In the Shade of the Old Apple Tree (Williams – Van Alstyne)                     | Brunswick 6646          | 15. Aug. 1933      | 30. Sep. 1933            | 13                  | 2      | Ein damals längst vergessener Song aus dem Jahr 1905; Solisten sind Freddy Jenkins (tp), Joe Nanton (tb), Johnny Hodges (as) und Barney Bigard (cl). |
| Saturday Night Function (Bigard – Ellington)                                    | Columbia 2832           | 28. Mai 1929       | 25. Nov. 1933            | 14                  | 2      | Eine offiziell unter dem Namen des Schlagzeugers Sonny Greer veröffentlichte Schallplatte, womit Ellington ihn für sein Orchester bekannter machen wollte. |
| Daybreak Express (Ellington)                                                    | Victor 24501            | 4. Dez. 1933       | 17. Feb. 1934            | 10                  | 7      | „Bei Daybreak Express experimentierte Ellington erstmals auf den Harmonien von Tiger Rag und konstruierte eine perfekte akustische Impression eines fahrendes Zuges.“ „Duke verwendete den Eisenbahneffekt in verschiedenen seiner Stücke, (…) aber Daybreak Express ist ein Meisterwerk dieses Genre. (…) Das Stück ist natürlich Programmmusik, ein Schaustück, das Ellingtons Liebe zum reinen Klang demonstriert.“ Die Aufnahme wurde 1953 als Soundtrack für einen Kurzfilm mit demselben Titel verwendet. |
| Cocktails for Two (Johnston – Coslow)                                           | Victor 24617            | 12. Apr. 1934      | 5. Mai 1934              | 1                   | 15     | Zweiter Nummer-1-Hit, der fünf Wochen in dieser Position blieb, gleichzeitig Ellingtons 25. Erfolgs-Schallplatte. Der Song wurde in dem Film-Musical Murder at the Vanities von Carl Brisson vorgestellt und dann in dem Film-Musical She Loves Me Not von Miriam Hopkins gesungen. Spike Jones nahm 1941 eine Jux-Version auf. |
| Moonglow (Hudson – Venuti – De Lange)                                           | Brunswick 6987          | 12. Sep. 1934      | 6. Okt. 1934             | 2                   | 16     | Versionen dieses Stückes von vier Interpreten waren in den Charts notiert; Ellingtons Version hielt sich zwei Wochen auf #2. 1936 hatte Benny Goodman damit einen Hit. |
| (In My) Solitude (Ellington)                                                    | Brunswick 6987          | 12. Sep. 1934      | 27. Okt. 1934            | 2                   | 16     | Der Evergreen im Ellington-Repertoire kam im selben Jahr in einer Version der Mills Brothers in die Charts. Der Song wurde dann von der ASCAP zum besten Song des Jahres gewählt. |
| Saddest Tale (Ellington)                                                        | Brunswick 7310          | 12. Sep. 1934      | 17. Nov. 1934            | 9                   | 3      | Solisten dieses Stücks sind neben Ellington Barney Bigard, Joe Nanton, Johnny Hodges, Cootie Williams und Harry Carney auf der Bassklarinette. B-Seite war „Jump’n’bout Rhythm.“ |
| Merry-Go-Round (Mills – Ellington)                                              | Brunswick 7440          | 30. Apr. 1935      | 8. Juni 1935             | 6                   | 5      | Eine Neueinspielung der 1933er-Version, die damals nicht die Charts erreicht hatte. Ellington zog für die Aufnahme zwei Bassisten hinzu, Hayes Alvis und Billy Taylor. Es ist eines der „hervorragenden Beispiele für Dukes Fähigkeit, ein motorisches Geräusch oder gar das Gefühl einer Karussellfahrt in Musik umzusetzen.“ |
| In a Sentimental Mood (Ellington)                                               | Brunswick 7461          | 30. Apr. 1935      | 13. Juli 1935            | 14                  | 3      | Die Solisten dieses Ellington-Evergreens waren Otto Hardwicke, Harry Carney (ss), Rex Stewart (cor), Lawrence Brown (tb). B-Seite war „Showboat Shuffle.“ |
| Accent on Youth (Seymor – Lawnhurst)                                            | Brunswick 7514          | 19. Aug. 1935      | 21. Sep. 1935            | 6                   | 7      | Der Titelsong des gleichnamigen Films. Erstmals ist Tenorsaxophonist Ben Webster bei einer Aufnahme des Orchesters dabei; Solist ist Johnny Hodges. B-Seite war „Truckin’.“ |
| Cotton (Koehler – Bloom)                                                        | Brunswick 7526          | 19. Aug. 1935      | 12. Okt. 1935            | 4                   | 6      | Ein Song aus der Cotton Club Parade 1935. Erst wieder im März 1936 hatte Ellington einen Hit in den Charts. B-Seite war „Margie“. |
| Isn’t Love the Strangest Thing? (Benny Davis – J. Fred Coots)                   | Brunswick 7625          | 27. Feb. 1936      | 28. März 1936            | 12                  | 3      | Die einzige Version des Stücks, die in die Charts gelangte. Sängerin ist Ivie Anderson. Ellington-Biograph Hans Ruland zählt ihn zu den „harmlosen kommerziellen Titeln, die vor allem von Ivie Andersons Charme leben.“ B-Seite war „That Never to Be Forgotten Night“. |
| Love Is Like a Cigarette (Jerome – Kent)                                        | Brunswick 7627          | 28. Feb. 1936      | 4. Apr. 1936             | 8                   | 10     | Ellington hatte Erfolg mit dem alten Song aus dem Broadway-Musical Algeria (1908); weitere bemerkenswerte Jazz-Einspielungen des Stücks gab es nicht. Sein Biograph James Lincoln Collier erwähnt zu dem „harmlosen“, „abscheulich kommerziellen Titel“, dass in den Jahren nach dem Tod seiner Mutter „sein Elan so zerstört war, dass seine Produktivität stark abfiel“. In den ersten zwölf Monaten nach ihrem Tod nahm er nur 16 Titel auf, darunter „Isn’t Love is the Strangest Thing?“ und eben „Love Is Like a Cigarette“.                                                                                     |
| Clarinet Lament (Barney’s Concerto) (Ellington – Bigard)                        | Brunswick 7650          | 27. Feb. 1936      | 9. Mai 1936              | 12                  | 3      | Ein eigens für die Band geschriebenes Original von Ellington und Feature für den Klarinettisten Barney Bigard. Hier „kommt einmal mehr Bigards wundervoll melodiös in sich verschlungenes Spiel, dessen Virtuosiät nie showverdächtig wirkte, voll zur Geltung.“ B-Seite war „Echoes of Harlem“´. |
| Echoes of Harlem (Cootie’s Concerto) (Ellington)                                | Brunswick 7650          | 27. Feb. 1936      | 16. Mai 1936             | 19                  | 1      | Weiteres Feature-Szück für einen Ellington-Solisten, das auch in Versionen anderer Trompeter wie Roy Eldridge und Jonah Jones sowie mehrfach von Cootie Williams aufgenommen wurde. |
| Oh Babe! Maybe Someday (Ellington)                                              | Brunswick 7667          | 9. Apr. 1936       | 6. Juni 1936             | 8                   | 5      | Trotz des Charterfolgs erlebte das Stück keine weiteren Einspielungen durch das Ellington-Orchester. B-Seite war „Monopoly Swing“ vom Will Hudson Orchestra. |
| Jazz Lips (Ellington)                                                           | Bluebird 6396           | 14. Nov. 1929      | 20. Juni 1936            | 20                  | 1      | Das Stück ist nicht identisch mit dem gleichnamigen Song von Lil Hardin, das Louis Armstrongs Hot Five 1926 aufnahmen. Solisten sind Cootie Williams (tp) und Tricky Sam Nanton (tb). B-Seite war „Sloppy Joe“. |
| Yearning for Love (Lawrence’s Concerto) (Mills – Mitchell – Parish – Ellington) | Brunswick 7752          | 28. Feb. 1936      | 31. Okt. 1936            | 16                  | 1      | Dies war eine weitere Komposition, mit der Ellington einen seiner Musiker herausstellte, diesmal seinen Posaunisten Lawrence Brown, die allerdings damals wenig Anklang fand, „wo doch Dorsey und Teagarden auf dieser Sweet-Masche ritten …“. Ein nächster Hit für das Ellington-Orchester folgte erst im Mai 1937. |
| The New East St. Louis Toodle-Oo (Ellington – Miley)                            | Master 101              | 5. März 1937       | 1. Mai 1937              | 16                  | 2      | Eine Neueinspielung seiner ersten Erkennungsmelodie von 1927. Solisten sind cootie Williams und Barney Bigard. B-Seite war „I’ve Got to Be a Rug Cutter“. |
| There’s a Lull in My Life (Gordon – Warren)                                     | Master 117              | 9. Apr. 1937       | 22. Mai 1937             | 18                  | 1      | Ein Song aus dem Filmmusical Wake Up and Live (1937); im Jazzbereich kam auch Teddy Wilson mit diesem Song in die Charts. B-Seite war „It’s Swell on You“. |
| Scattin’ at the Kit-Kat (Mills – Ellington)                                     | Master 123              | 5. März 1937       | 5. Juni 1937             | 17                  | 1      | Der Titel bezog sich auf den Club Kit-Kat in London-Haymarket, den Ellington und seine Musiker bei ihrer Europa-Tournee 1933 oft besucht hatten. B-Seite war „New Birmingham Breakdown“. |
| Caravan (Ellington – Tizol)                                                     | Master 131              | 20. Mai 1937       | 3. Juli 1937             | 4                   | 18     | Einer von Ellingtons „Latin“-Titeln wie „Bakiff“, „Moon Over Cava“ oder „Moonlight Fiesta“, der seinen Erfolg überwiegend der Handschrift Juan Tizols verdankt, der auch ein geschmeidiges Posaunen-Solo spielt. „Caravan“ war einer der Titel, die Ellington ständig im Repertoire behielt und der zu einem der bekanntesten Jazzstandards wurde. 1949 hatte Billy Eckstine mit „Caravan“ die nächste Hit-Notierung. |
| All God’s Chillun Got Rhythm (Kahn – Kaper – Jurman)                            | Master 137              | 8. Juni 1937       | 31. Juli 1937            | 14                  | 2      | Der Bronislau-Kaper-Song stammte aus dem Marx-Brothers-Film A Day at the Races (1937). Am selben Tag entstand von dem Song eine weitere Aufnahme für das Musiklabel Variety mit Ivie Anderson sowie Rex Stewart, Harry Carney und Hayes Alvis unter der Bandbezeichnung Ivie Anderson & Her Boys from Dixie. Ivie hatte den Song auch in dem Film zusammen mit Harpo Marx präsentiert. B-Seite war „Alabama Home“. |
| Azure (Mills – Ellington)                                                       | Master131               | 14. Mai 1937       | 21. Aug. 1937            | 13                  | 4      | Obwohl es noch weitere Einspielungen durch Cab Calloway, J. C. Heard, Les Brown und andere gab, kam nur die Originalversion in die Charts. Arrangeur war Joe Lippman. „verhalten vorgetragen von Bigard zusammen mit Carney an der Bassklarinette in trauriger Ellington-Mood.“ |
| Harmony in Harlem (Mills – Ellington – Hodges)                                  | Brunswick 8044          | 20. Sep. 1937      | 12. Feb. 1938            | 15                  | 2      | Ein weiteres Feature-Stück Ellingtons, bei dem er Solisten herausstellte, diesmal Cootie Williams und Johnny Hodges. Spätere Einspielungen gab es von Charlie Barnet und 1940 durch eine All-Star-Band um Benny Carter namens The Quintones. |
| If You Were in My Place (Nemo – Mills – Ellington)                              | Brunswick 8093          | 24. Feb. 1938      | 19. März 1938            | 10                  | 3      | In die Charts kam lediglich Ellingtons Original, obwohl es noch weitere Versionen von Jimmy Dorsey (mit June Richmond) und Mildred Bailey gab. Bandsängerin ist wieder Ivie Anderson. |
| I Let a Song Go Out of My Heart (Nemo – Richmond – Mills – Ellington)           | Brunswick 8108          | 3. März 1938       | 26. März 1938            | 1                   | 19     | Der dritte Nummer-1-Hit des Ellington-Orchesters, der sich drei Wochen an der Spitze hielt. Instrumentalnummer mit einer einprägsamen Passage zu Anfang des Stücks mit zwei Saxophonen in einem gemeinsamen Chorus; das Baritonsaxophon Harry Carneys übernimmt die Hauptmelodie; die Altsaxophone von Hodges/Carney die Begleitung. Im folgenden Jahr kam der Song in fünf Versionen in die Top 20: von Ellington, Goodman, Mildred Bailey, Hot Lips Page und Connee Boswell. Charakteristisch durch jene „unbeschreibliche Ellington-Mood, einer Mischung aus Glamour und Trauer.“ B-Seite war „The Gal from Joe’s“. |
| The Gal from Joe’s (Mills – Ellington)                                          | Brunswick 8108          | 2. Feb. 1938       | 30. Apr. 1938            | 20                  | 1      | Das lyrische Altsaxophon von Johnny Hodges setzt nach der 1-2-3-4-Eröffnung mit Phrasen ein, die sich vom Wah-Wah der Blechbläser absetzen. Ein Jahr später kam Charlie Barnet mit dem Stück noch einmal in die Top 20. |
| Lambeth Walk (Furber – Gay)                                                     | Brunswick 8204          | 4. Sep. 1938       | 10. Sep. 1938            | 7                   | 7      | Ein Song aus dem englischen Theatermusical Me and My Girl (1938), den Ellington zu einem Tageshit machte. Hits in den Top 20 schafften auch Al Donahue und Russ Morgan. |
| Prelude to a Kiss (Gordon – Mills – Ellington)                                  | Brunswick 8204          | 9. Aug. 1938       | 29. Okt. 1938            | 18                  | 8      | Ein weiteres Stück der „Lambeth Walk“-Session, der zu einem Klassiker im Ellington-Repertoire wurde. Ein zweiter Take, auf derselben Session eingespielt, wurde auf Columbia veröffentlicht. Später entstanden auch Gesangsversionen des Stücks von Billie Holiday, Ella Fitzgerald, Sarah Vaughan und June Christy. Ellington konnte dann erst wieder im Mai 1940 einen Hit in den Charts platzieren, wohl auch bedingt durch seine Europa-Tournee vom 1. April bis 10. Mai 1939. |
| You, You, Darlin’ (Scholl – Jerome)                                             | Victor 26537            | 6. März 1940       | 11. Mai 1940             | 28                  | 1      | Im April waren der Sweet-Bandleader Kay Kyser und kurz nach Ellington Bob Crosby mit dem Tagesschlager in den Hitparaden. Bandsänger war hier Herb Jeffries. B-Seite war „So Far, So Good“. |
| Ko-Ko (Ellington)                                                               | Victor 26577            | 6. März 1940       | 1. Juni 1940             | 25                  | 1      | Der Klassiker der Blanton-Webster-Band, heute als einer der bemerkenswertesten Titel des Ellington Repertoires angesehen, schaffte es lediglich eine Woche auf Rang 25 der Charts. Die Solisten dieser Aufnahme waren Juan Tizol im ersten Chorus und Tricky Sam Nanton. Aufnahmen anderer Musiker gab es von „Ko-Ko“ in der Swingära nicht. Die Ellington-Komposition ist nicht mit Charlie Parkers gleichnamigem Stück von 1945 zu verwechseln. B-Seite von „Ko-Ko“ war „Conga Brava“. |
| At a Dixie Roadside Diner (Leslie – Burke)                                      | Victor 26719            | 28. Mai 1940       | 21. Sep. 1940            | 27                  | 1      | Der in Chicago eingespielte Schlager wurde nur vom Ellington-Orchester und von Charlie Barnet aufgenommen. B-Seite war „The Greatest Mistake“. |
| Sepia Panorama (Ellington)                                                      | Victor 26731            | 24. Juli 1940      | 2. Nov. 1940             | 24                  | 1      | „Sepia Panorama“ war ein reines Jazz-Stück und einer der vielen „Farbkompositionen“ Ellingtons. Die Solisten waren Bassist Jimmy Blanton, Ellington selbst und Ben Webster. Das Stück wurde von keinen weiteren Musikern aufgenommen. |
| Flamingo (Grouya – Anderson)                                                    | Victor 27326            | 28. Dez. 1940      | 14. Juni 1941            | 11                  | 4      | Dieser Song wird vor allem mit der Rhythm-and-Blues-Version von Earl Bostic aus dem Jahr 1951 in Verbindung gebracht; den ersten Erfolg hatte damit aber das Ellington-Orchester mit Herb Jeffries als Bandsänger. Nur in Ellingtons Aufnahme, die in Chicago entstand, war der Song von Edmund Anderson (Text) und Ted Grouya in den Charts notiert. Er wurde auch noch von Will Bradley, Bob Crosby, Gene Krupa und Jimmie Lunceford eingespielt. |
| Take the “A” Train (Billy Strayhorn)                                            | Victor 27380            | 15. Feb. 1941      | 26. Juli 1941            | 11                  | 7      | Unter den ersten Nummern, die der neu hinzugekommene Arrangeur Billy Strayhorn schrieb, war auch seine wohl bekannteste Komposition Take the “A” Train, die dann zur Erkennungsmelodie der Band wurde. Der Titel rührte daher, dass die Stadt New York ihrem U-Bahnsystem in den nördlichen Stadtteilen die Linie „D“ hinzufügte, die in die Bronx abbog, sodass man, um nach Harlem zu kommen, wo Ellington auftrat, nicht mehr einen beliebigen Zug nach Norden nehmen konnte. Strayhorn musste nun daran danken, die Linie „A“ zu nehmen.                                                                           |
| I Got it Bad and That Ain’t Good (Ellington – Webster)                          | Victor 27531            | 26. Juni 1941      | 11. Okt. 1941            | 13                  | 3      | Das von Ivie Anderson gesungene Lied war Teil des Ellington-Musicals Jump for Joy, das mehrere Monate in Los Angeles gespielt wurde, aber nie den Broadway erreichte. Auch die Schallplatten-Aufnahme entstand in Hollywood in derselben Besetzung wie Take the “A” Train. B-Seite war „Chocolate Shake“, gesungen von Ivy Anderson. |
| Don’t Get Around Much Anymore (Ellington)                                       | Victor 26610            | 4. Mai 1940        | 1. Mai 1943              | 8                   | 14     | Nach dem recording ban erschien die als „Never No Lament“ aufgenommene Komposition nach drei Jahren mit neuem Titel und wurde zum Erfolg. Das Stück stellt Johnny Hodges und Cootie Williams mit seiner Growling-Trompete heraus. B-Seite war „Cotton Tail“. Der Titel gelangte 1943 auch auf #1 der Harlem Hit Parade. |
| Perdido (Tizol)                                                                 | Victor 27880            | 21. Jan. 1942      | 22. Mai 1943             | 21                  | 1      | Die im Jahr zuvor in Chicago eingespielte Nummer wurde trotz eines größeren Erfolgs in den Charts ein Jazz-Klassiker, geprägt von den Latin-Elementen des aus Puerto Rico stammenden Ventil-Posaunisten Juan Tizol. Durch den recording ban gab es von diesem Stück zunächst keine weiteren Einspielungen weiterer Künstler. B-Seite war „Rain Check.“ |
| Take the “A” Train (Strayhorn)                                                  | Victor 27380            | 15. Feb. 1941      | 3. Juli 1943             | 19                  | 1      | Zum zweiten Mal gelangte Ellingtons Erkennungsmelodie in die Charts und war somit insgesamt acht Wochen unter den Top 20 verzeichnet. Zum Erfolg trug auch Ray Nances erstes Trompetensolo in der Strayhorn-Nummer bei. B-Seite war „The Sidewalks of New York“. |
| Bojangles (A Portrait of Bill Robinson) (Ellington)                             | Victor 26644            | 28. Mai 1940       | 14. Aug. 1943            | 19                  | 1      | das bereits 1940 in Chicago eingespielte Stück ist den Tänzer Bill „Mr Bojangles“ Robinson gewidmet; es gehört in die Reihe musikalischer Porträts von Künstlern, die Ellington bewunderte und im Laufe der Jahre komponierte, so über die Sängerin Florence Mills, den Pianisten Willie The Lion Smith, den Variete-Star Bert Williams und eben „Mr. Bojangles“. |
| A Slip of the Lip (Can Sink a Ship) (Henderson – Ellington)                     | Victor 1528             | 28. Juli 1942      | 6. Nov. 1943             | 19                  | 1      | Das im Vorjahr in Chicago eingespielte Stück war die erste Erfolgskomposition seines Sohnes Mercer, die dieser mit dem Pianisten Luther Henderson geschrieben hatte. Ellington nahm es mit Ray Nance (Gesang) auf. Gekoppelt war er mit „Sentimental Lady“, dem nachfolgenden Hit des Orchesters. Der Titel gelangte 1944 auch auf #1 der Harlem Hit Parade. |
| Sentimental Lady (Ellington)                                                    | Victor 1528             | 28. Juli 1942      | 13. Nov. 1943            | 19                  | 1      | Ellingtons 64. Erfolgstitel erschien auch auf einer V-Disc. Das Count Basie Orchestra brachte ihn als „I Didn’t Know About You“ im Februar 1945 erneut in die Charts. Der Titel gelangte auch 1944 auf #1 der Harlem Hit Parade. |
| Do Nothing till You Hear from Me (Bob Russell – Ellington)                      | Victor 1547             | 15. März 1940      | 22. Jan. 1944            | 10                  | 6      | Das rund vier Jahre zuvor in Chicago aufgenommene Stück ist eines der beiden Trompetenkonzerte, nämlich das „Concerto for Cootie“. Der neue Titel brachte einen für die Kriegszeit und die Situation der in Europa und am Pazifik kämpfenden Soldaten aktuellen Bezug. Das Stück kam 1944 in drei Versionen in die Charts, neben dem Original von Ellington auch von Woody Herman und von Stan Kenton, der damit seinen ersten Hit verzeichnen konnte. |
| Main Stem (Ellington)                                                           | Victor 1556             | 26. Juni 1942      | 25. März 1944            | 23                  | 1      | Das zwei Jahre zuvor in Hollywood eingespielt Stück tauchte unter mehreren Titeln in Ellingtons Diskografie auf, als „Main Stem“, „Altitude“ oder „On Becoming a Square“. Danach dauerte es wieder ein halbes Jahr, bis Ellington mit „I’m Beginning to See the Light“ in die Charts kam. |
| I’m Beginning to See the Light (James – Ellington – Hodges – George)            | Victor 1618             | 1. Dez. 1944       | 3. Feb. 1945             | 6                   | 12     | Duke Ellingtons erster nach Ende des recording ban aufgenommener Hit; zeitgleich waren er und Mitkomponist Harry James damit in den Hitparaden. Im April 1945 folgte noch Ella Fitzgerald mit den Ink Spots. Nun dauerte es genau ein Jahr bis zu Ellingtons nächstem Hit „Come to Baby, Do“. Der Song gelangte auf #4 der „Race Records“ Charts 1945 |
| Come to Baby, Do (James – Miller)                                               | Victor 1748             | 8. Okt. 1945       | 2. Feb. 1946             | 13                  | 1      | Der Hit war auch in einer Version von Les Brown in den Charts erfolgreich; weitere Aufnahmen des Stücks spielten Georgie Auld, Nat King Cole und Jimmy Dorsey ein. Erst im Juni 1953 folgte Ellingtons nächster und vorletzter Charts-Hit „Satin Doll“ 1953. |
| Satin Doll (Mercer – Strayhorn – Ellington)                                     | Capitol 2458            | 6. Apr. 1953       | 11. Juni 1953            | 27                  | 3      | Das Stück entstand bei Ellingtons erster Session in Hollywood bei seinem neuen Musiklabel Capitol. Trotz seines geringen Erfolgs in den Charts blieb der Titel fortan ständig im Band-Repertoire und wurde zu einem Jazz-Standard, vergleichbar mit den in dieser Zeit entstandenen Nummern „Lullaby of Birdland“ von George Shearing oder „Take Five“ des Dave Brubeck Quartetts. Earl Hines beanspruchte später dessen Urheberschaft. |
| Boo-Dah (Strayhorn)                                                             | Capitol                 | 9. Apr. 1953       | 21. Nov. 1953            | 30                  | 1      | Das kurz nach der „Satin Doll“-Session entstandene Stück war seit 1927 der siebzigste und letzte Hit des Duke Ellington Orchestra in den Billboard-Charts Top 30. Der Titel bezieht sich auf den Klang der Melodie und wurde von Billy Strayhorn in der Zeit der Tanzveranstaltungen der Ellington-Band geschrieben. Solisten sind hier der Trompeter Ray Nance und der Klarinettist Jimmy Hamilton. |